# Landkreuzer P. 1000 Ratte
Щур (нім. Ratte),Р-1000 — позначення надважкого танку прориву і артилерійської підтримки, сухопутного крейсера масою до 2000 тонн, проєкт якого розроблявся в Німеччині в 1942—1945 роках.
У червні 1942 року концерн «Крупп» надав Адольфу Гітлеру проєкт надважкого 2000-тонного танка. Після обговорення проєкту з рейхсміністром озброєнь Альбертом Шпеером, проєкт отримав умовне позначення Ratte — «Щур».
Конструкторами танка були інженер Едвард Гротте і доктор Гаккер. Ще до Другої світової війни, під час роботи в СРСР з групою німецьких фахівців, яких спеціально запросили в березні 1930 року для роботи над створенням нових танків, Гротте пропонував радянським військовим колам проєкти подібних надважких танків, які були відкинуті на користь власних проєктів через труднощі в реалізації радянською промисловістю технічно складних новаторських розробок Гротте.
У сухопутній війні танк «Щур», володіючи, ймовірно, низькою рухливістю (внаслідок великих розмірів і порівняно низької питомої потужності), був би невразливий для вогню артилерійських гармат (крім сухопутної артилерії особливої потужності) і протитанкових мін, але не захищений від бомбардувань з повітря.
Танк «Щур» міг розглядатися як одне з можливих втілень «чудо-зброї», проте його створення не здатне було зробити істотного впливу на хід війни, у зв'язку з чим цей проєкт становить інтерес лише як технічний казус.

## Основні технічні характеристики
- Вага танку: 2000 тонн.

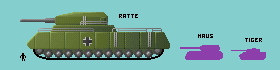
Розміри танку в порівнянні з Маусом та Тигром

- Довжина танку: 39 м (із гарматою).
- Довжина корпусу: 35 м.
- Ширина танка: 14 м.
- Висота танка: 11 м.
- Бронювання: 400 мм.
- Двигуни: суднові дизельні MAN або бензинові Даймлер-Бенц сумарною потужністю близько 20 000 к. с.
- Гармата: 28-cm SKC/34 (2 гармати в башті, в одному з варіантів передбачалася додатково встановлення третьої гармати калібру 128 мм).
- Зенітні автоматичні гармати: 2-cm Flak 38 (від 2 до 8 гармат).
- Швидкість по шосе: до 14 км/год.

Розроблялися декілька варіантів озброєння танка «Щур», розрізнялися калібром і кількістю зенітних гармат. Наприклад, розглядалися модифікації танка з зенітними автоматами 3,7-cm Flak 18/36 або 5,5-cm Gerät 58.

## Проблеми
Через розрахункову масу у 2000 тонн танк не можна було переміщувати з місця складання жодним з наявних на той час засобом транспортування. А своїм ходом танк через свою масу не міг проїздити по мостах. До того ж, оскільки танк був би змушений добиратися до місця дислокації своїм ходом, витрата дорогоцінного пального лише для того, аби його перемістити,  побила би всі рекорди. І все це при швидкості 14 км/год.
Загалом створення машини таких розмірів хоча і становило певний тактичний сенс, наражалося на занадто велику кількість проблем, аби бути актуально реалізованим, тим більше в умовах війни, яка програвалась.
Одним із можливих виходів пропонувалося спорудження корабля для транспортування.